# Santa Maria a Monte
Santa Maria a Monte là một đô thị ở tỉnh Pisa, vùng Toscana của Ý.
Đô thị này nằm ở vị trí cách khoảng 45 km về phía tây của Florence và khoảng 25 km về phía đông của Pisa. Tại thời điểm ngày 31 tháng 12 năm 2004, đô thị này có dân số 11.266 người và diện tích là 38,3 km².
Santa Maria a Monte giáp các đô thị: Bientina, Calcinaia, Castelfranco di Sotto, Montopoli in Val d'Arno, Pontedera.